# Prix international Charlemagne d'Aix-la-Chapelle
Le prix international Charlemagne d'Aix-la-Chapelle (Internationaler Karlspreis der Stadt Aachen, depuis 1988 Internationaler Karlspreis zu Aachen) est un prix fondé en 1949 et décerné depuis 1950 par la ville d’Aix-la-Chapelle à des personnalités remarquables qui se sont engagées pour l'unification européenne.
La cérémonie a lieu au mois de mai dans la salle du couronnement de l'hôtel de ville d'Aix-la-Chapelle.

## Lauréats
Depuis 1950, le prix est remis aux personnes et entités suivantes :
- 1950 -  Comte Richard Coudenhove-Kalergi (1894-1972), géopolitologue et philosophe autrichien
- 1951 -  Hendrik Brugmans (1906-1997), militant européen néerlandais
- 1952 -  Alcide De Gasperi (1881-1954), président du Conseil des ministres italien
- 1953 -  Jean Monnet (1888-1979), fonctionnaire international français
- 1954 -  Konrad Adenauer (1876-1967), chancelier fédéral d'Allemagne
- 1955 -  Sir Winston Churchill (1874-1965), ancien Premier ministre du Royaume-Uni
- 1957 -  Paul-Henri Spaak (1899-1972), ancien Premier ministre de Belgique
- 1958 -  Robert Schuman (1886-1963), président du Parlement européen
- 1959 -  George Marshall (1880-1959), homme d'État américain
- 1960 -  Joseph Bech (1887-1975), président de la Chambre des députés du Luxembourg
- 1961 -  Walter Hallstein (1901-1982), président de la Commission européenne
- 1963 -  Edward Heath (1916-2005), futur Premier ministre du Royaume-Uni
- 1964 -  Antonio Segni (1891-1972), président de la République italienne
- 1966 -  Jens Otto Krag (1914-1978), Premier ministre du Danemark
- 1967 -  Joseph Luns (1911-2002), ministre des Affaires étrangères néerlandais
- 1969 -  La Commission européenne
- 1970 -  François Seydoux de Clausonne (1905-1981), diplomate français
- 1972 -  Roy Jenkins (1920-2003), homme politique britannique
- 1973 -  Salvador de Madariaga y Rojo (1886-1978), diplomate espagnol
- 1976 -  Leo Tindemans (1922-2014), Premier ministre de Belgique
- 1977 -  Walter Scheel (1919-2016), président de la République fédérale d'Allemagne
- 1978 -  Konstantínos Karamanlís (1907-1998), Premier ministre de Grèce
- 1979 -  Emilio Colombo (1920-2013), président du Parlement européen
- 1981 -  Simone Veil (1927-2017), présidente du Parlement européen
- 1982 -  Juan Carlos Ier (1938), roi d'Espagne
- 1984 -  Karl Carstens (1914-1992), président de la République fédérale d'Allemagne
- 1986 -  Le peuple luxembourgeois
- 1987 -  Henry Kissinger (1923-2023), ancien secrétaire d'État américain.
- 1988 -  François Mitterrand (1916-1996), président de la République française, et  Helmut Kohl (1930-2017), chancelier fédéral d'Allemagne
- 1989 -  Frère Roger Schutz (1915-2005), religieux
- 1990 -  Gyula Horn (1932-2013), ministre des Affaires étrangères hongrois
- 1991 -  Václav Havel (1936-2011), président de la République fédérale tchèque et slovaque
- 1992 -  Jacques Delors (1925-2023), président de la Commission européenne
- 1993 -  Felipe González Márquez (1942), président du gouvernement d'Espagne
- 1994 -  Gro Harlem Brundtland (1939), ministre d'État norvégienne
- 1995 -  Franz Vranitzky (1937), chancelier fédéral d'Autriche
- 1996 -  Beatrix (1938), reine des Pays-Bas
- 1997 -  Roman Herzog (1934-2017), président de la République fédérale d'Allemagne
- 1998 -  Bronisław Geremek (1932-2008), ministre des Affaires étrangères polonais
- 1999 -  Anthony Blair (1953), Premier ministre du Royaume-Uni

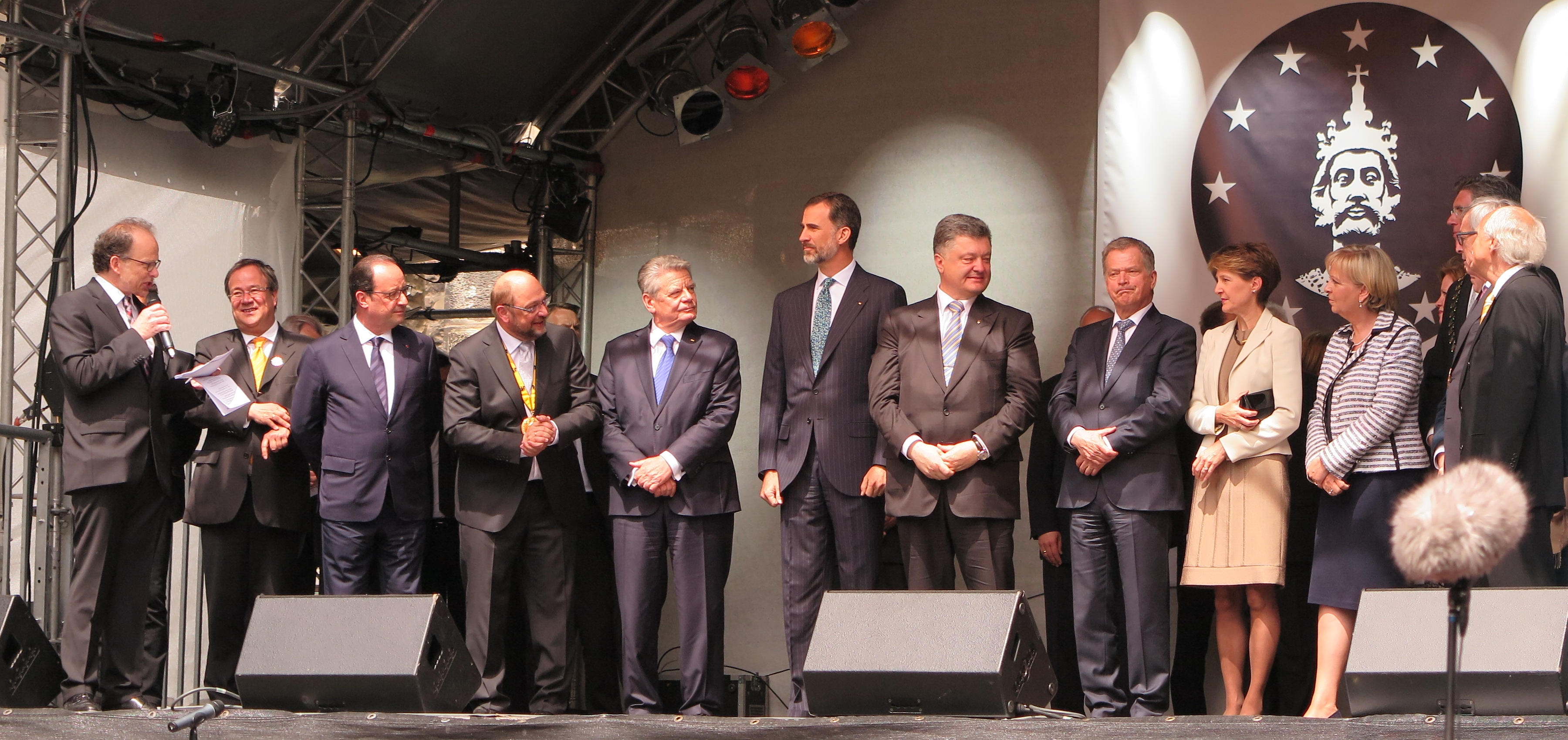
Martin Schulz après le prix Charlemagne 2015 sur la scène de Katschhof. De gauche à droite : Bernd Büttgens, Armin Laschet, François Hollande, Martin Schulz, Joachim Gauck, le roi Philippe VI, Petro Porochenko, Sauli Niinistö, Simonetta Sommaruga, Hannelore Kraft, Jürgen Linden.

- 2000 -  Bill Clinton (1946), président des États-Unis
- 2001 -  György Konrád (1933-2019), avocat et romancier hongrois, ancien dissident sous le régime communiste
- 2002 -  L'euro, monnaie
- 2003 -  Valéry Giscard d'Estaing (1926-2020), ancien président de la République française
- 2004 -  Pat Cox (1952), ancien président du Parlement européen
  - Prix Charlemagne extraordinaire à  Jean-Paul II (1920-2005), pape
- 2005 -  Carlo Azeglio Ciampi (1920-2016), président de la République italienne
- 2006 -  Jean-Claude Juncker (1954), Premier ministre du Luxembourg
- 2007 -  Javier Solana (1942), haut représentant pour la politique étrangère de l'Union européenne
- 2008 -  Angela Merkel (1954), chancelière fédérale d'Allemagne
- 2009 -  Andrea Riccardi (1950), professeur d'histoire du christianisme et des religions italien et fondateur de la communauté de Sant'Egidio
- 2010 -  Donald Tusk (1957), Premier ministre de Pologne
- 2011 -  Jean-Claude Trichet (1942), président de la Banque centrale européenne
- 2012 -  Wolfgang Schäuble (1942-2023), ministre fédéral des Finances d'Allemagne
- 2013 -  Dalia Grybauskaitė (1956), présidente de la république de Lituanie
- 2014 -  Herman Van Rompuy (1947), président du Conseil européen
- 2015 -  Martin Schulz (1955), président du Parlement européen
- 2016 -  François (1936-2025), pape
- 2017 -  Timothy Garton Ash (1956), historien, journaliste et essayiste
- 2018 -  Emmanuel Macron (1977), président de la République française
- 2019 -  António Guterres (1945), secrétaire général des Nations unies
- 2020 -  Klaus Iohannis (1959), président de la Roumanie
- 2022 -  Svetlana Tikhanovskaïa (1982), Maria Kolesnikova (1982), Veronika Tsepkalo (1972)
- 2023 -  Volodymyr Zelensky (1978), président de l'Ukraine, et le peuple ukrainien
- 2024 -  Le grand rabbin Pinchas Goldschmidt (en) (1963), ancien grand-rabbin de Moscou, président de la Conférence des rabbins européens
- 2025 -  Ursula von der Leyen (1958), Présidente de la Commission européenne

## Prix Charlemagne pour la jeunesse européenne
Depuis 2008, le Parlement européen et la Fondation du prix international Charlemagne d'Aix-la-Chapelle remettent également un prix à trois lauréats âgés de 16 à 30 ans (individuellement ou en groupe), originaires d'un des États membres de l'Union européenne et contribuant au développement de l'Europe. Le prix récompense les projets :
- favorisant la compréhension européenne et internationale ;
- favorisant le développement du sens commun de l'identité et de l'intégration européenne ;
- servant de modèle positifs aux jeunes Européens.